# دای میرکشه (هزاره)
دای میرکشه (به لاتین: Dai Mirkashah) یا دای میرکیشه یکی از قبایل بزرگ هزاره می‌باشد که شاخه‌های قومی آن در ولسوالی‌های جاغوری، ناهور، قره‌باغ، جغتو و خواجه‌عمری ولایت غزنی سکونت دارند.

## زیر قبایل

### ولسوالی جاغوری
شاخه قومی شیرداغ، آته، اود قول، قومی ده مرده، هیچه، بابه، چهل باختو، سنگ ماشه، پاطو، مسکه، گری، خوشه، زیرگ، داوود، انگوری، حیدر، دولت شاهی، قره، باغوچوری، خدایداد، بوسعید مهاجری، لومان، آکنه، خیر محمد، سید علی، معصوم، نصرالله، مرده خوش، احمد، شعله، بابه کمال، علیاتو، علودال، باریک، شیر زایده، ایذ دری، المیتو، سبز چوب، تبرغنگ و کمرک می‌باشند.

### ولسوالی قره‌باغ
شاخه قومی محمد خواجه، شاخه قومی جمال، شاخه قومی بهبود، شاخه قومی دلته مور، شاخه قومی چهار دسته، شاخه قومی دای میرک، شاخه قومی ده مرده هستند.

### ولسوالی جغتو
شاخه قومی محمد خواجه، شاخه قومی قطغیت، شاخه قومی نوربیگ، شاخه قومی شاهو، شاخه قومی بیات بودوباش دارند.

### ولسوالی خواجه‌عمری
شاخه قومی الیاس، شاخه قومی بیات، شاخه قومی محمد خواجه، شاخه قومی شاهو، شاخه قومی دلته مور زیست دارند.

## جستارها وابسته
- نبرد علیه هزاره‌های سلطان مسعود